# Biblioteka palate Garanjin-Fanfonja
Biblioteka palate Garanjin-Fanfonja osnovana  u istoimenoj palati u Trogiru, je kulturno dobro Republike Hrvatske sa starom bibliotečnom građom, koja u svojoj zbirci poseduje celokupnu nekadašnju biblioteke porodice Garanjin, sa oko 5.500 naslova. Nastala je zaslugom Ivana Luke Garanjina, starijeg. U doba svog formiranja biblioteka se nalazila na drugom spratu palate Garanjin-Fanfonja, da bi, tokom 19. veka bila preseljena je u prostorije u kojima se i danas nalazi. Pre useljenja u ovu prostoriju za potrebe biblioteke izrađeni su posebni namenski drveni ormanu u kojima su knjige nakon razvrstavanja po sadržajima čuvane; a  prigodno su oslikani  zidovi i plafon, što je vlasnicima palate činilo prijatniji boravak u biblioteci tokom čitanja knjiga. Garanjini su uvek vodili brigu o lakšem snalaženju u biblioteci, što potvrđuje i činjenica da su imali i svoje biblotekare,  koji su im povremeno popisivali naslove i izrađivali kataloge. Prvi  katalog  objavljen je 1796. godine, i imao je 963 u njemu navedena naslova.

## Položaj i razmeštaj
Biblioteka se nalazi u palati Garanjin-Fanfonja, koja je zapravo grupa palata, koje se protežu preko nadsvođenih prolaza (volta) i preko triju ulica Trogira, na adresi Gradska vrata 4.  Smeštena je u malom prostornom delu istorijskog jezgra Trogira (koje se nalazi na ostrvcu u morskom suženju u kome se otok Čiovo najviše približio kopnu) nasuprot kopnenih vrata.
Danas je blioteka kao i cela palata Garanjin-Fanfonja u sastavu Muzeja grada Trogira, u jednom od najsloženijih stambenih blokova sa gotovo lavirintskim sistemom hodnika, u dalmatinskom urbanizmu.
Kompleks zgrada u kome je u jednoj od zgrada smeštena biblioteka, datira  od 13. do 18. veka, pa se na njima uočavaju tragovi romanike, gotike, renesanse i baroka. Palate su bile u potpunosti u vlasništvu porodice Garanjin od 18. veka. Kada se porodica Garanjin orodila se zadarskom plemićkom porodicom Fanfonja u 19.veku (Katarina Garanjin udala se 1840. godine za zadarskog plemića Antu Fanfogna) od tada kompleks zrada nosi zajedničko prezime dve porodica — Garanjin-Fanfonja.
Biblioteka je  u 18. veku (kada je građevina u kojoj se smestila bila sazidana), prvobitno nalazila  na drugom spratu (piano nobile) da bi do polovine 19. veka,  kako je biblioteka narsala, bila preseljena na prvi sprat palate, na kome je bilo planirao da se Ivan Luka Garanjin u potpunosti posveti intelektualnom stvaralaštvu. Biblioteka  koja se u ovom prostoru i danas nalazi, sačuvana je gotovo u potpunosti u izvornom obliku.
Selidba biblioteke sledila je organizacionu šemu sklopa palate Garanjinovih koju je na samom početku 19. veka ponudio i razradio za Garanjinove čuveni venecijanski klasicistički arhitekt Giannantonio Selva (1751.–1819).  uz  intenzivnu korespondencije između naručioca, Ivana Luke Garanjina mlađeg, i arhitekta koji je imao zadatak da znanjem i veštinom pretoči u čin projektovanja naručiteljeve želje i zamisli.
Umesto jedne prostorije, koliko je pre zauzimala, nova se biblioteka prilikom spuštanja na donjisprat protegla kroz dve prostorije  povezane s radnom sobom. Ovu dispoziciju prostorija nalazimo na tlocrtu iz sredine 19. veka na kojem su upisane namene prostorija prvog sprata  svih građevina u sklopu palate Garanjinovih koje okružuju unutrašnje dvorište.

## Zaštita
Pod oznakom Z-5065 Palata Garanjin zajedno sa prostorom u kome je smeštena biblioteka zavedena je kao nepokretno kulturno dobro - pojedinačno, pravnog statusa zaštićeno kulturno dobro, razvrstano kao "profana graditeljska baština".
Nije pod neposrednom UNESCO-vom zaštitom, ali stavljanjem na listu UNESCO-a drevnog dela Trogira. ili njegovog istorijskog jezgra, indrektno se i palate Garanjin-Fanfonja našla na ovoj listi, što daje nadu za očuvanje i revaitalizaciju ove znameniti građevine, sa 
Sve knjige u biblioteci Garanjin-Fanfonja vredne su ne samo po starosti – što su starije, to su i vrednije i zanimljivije, već i po vrednosti sadržaja – jer svedoče o određenoj kulturno-istorijskoj tematici i doprinose njenom razumijevanju. One su i muzejski predmeti, koji, čine posebnu zbirku Muzeja grada Trogira – hr. Knjižnicu Garagnin-Fanfogna, koja prema Inventaru knjiga sa stanjem 24. januar 1970. godine imala upisano 5.409 naslova knjiga raznoličitog sadržaja, koje su rešenjem Regionalnog zavoda za zaštitu spomenika kulture u Splitu, br. 24/326-70. od 3. prosinca 1970. godine, dobile svojstvo spomenika kulture.

## Značaj
Žnačaj biblioteke porodica Garanjin odnosno Garanjin-Fanfonja ogleda su u bogatstvu arhivske i bibliotečne građe koja je ostala nakon što su napustili Trogir, i postala predmet izučavanja mnogih hrvatskih naučnika. Istoriju porodice najvećim delom je rasvetlila Danica Božić-Bužančić, dugogodišnja radnica današnjega Državnog arhiva u Splitu, koja je time postavila istraživačke temelje ove široke teme kao i osnovu za prezentaciju arhivske građe koja još uvek nije posve organizirana niti dostupna.

## Istorija
U evropskim  i u hrvatskim gradovima čest je slučaj smeštaja muzeja i biblioteka u starim palatama ili dvorcima, objektima koji su nekad pripadali vladajućem bogatom staležu, bilo da se radi o plemstvu ili imućnom građanstvu. Naime, propašću feudalnog poretka, siromašenjem starih plemićkih porodica čiji su se preci mogli pronaći u srednjem veku, pojavom novoga plemstva podložnog procesu mešanja, ujedinjavanja i razjedinjavanja, prilagođavanja novim prilikama, javlja se novi svet imućnih pridošlica koji su se znali prilagoditi promenama. Stari posedi prodajom ili ženidbom prelaze u ruke novonastalog staleža koji polako zauzima njihove pozicije, sve se više bogati, školuje i vremenom postaje uglednim i bogatim sa svim privilegijama i pravima koje uz to idu.
U kićama ovim uglednih i bogatih porodica širom Dalmacije biblioteke su česte. Iako je Split,  nadomak Trogira, bio je jedan od gradova s najstarijom bibliotečkom tradicijom na slovenskom jugu, u kući Garanjinovih nalazila se najbogatija biblioteka s muzejskom zbirkom u Dalmaciji koja je postala  sastajalište učenih ljudi još u drugoj polovini 18. veka.
Sve vezano za ovu biblioteku počelo je kada se u Trogiru na političkoj i društvenoj pozornici pojavljuju Garanjni, koji su tokom 18. veka ali i u 19. veku još uvek ostati snažni. Oni su se brzo prilagodili industrijskoj revoluciji koja je zahvatila celu Evropu, započevši u Engleskoj, prihvaćajući i koristeći neminovne društvene promene.
Najistaknutiji članovi ove porodice bili su Ivan-Luka (Gian Luca) Garanjin, rapski biskup, splitski nadbiskup, primas Hrvatske u 18. veku i njegovi nećaci, istoimeni Ivan Luka, istoričar, agronom, prvi dalmatinski konzervator,  i Dominik koji je kao istaknuti frankofil, za vreme vlasti Francuza, bio namesnik nove vlasti u Dubrovniku u 19. veku. Delatnost porodice Garanjin-Fanfonja koja je odigrala značajnu ulogu u javnom, kulturnom, privrednom i političkom životu grada Trogira i čitave Dalmacije prezentirana je u enterijeru njihove palate dana Muzaja grada Trogira.
Garanjini su pored kompleksa luksuznih palata posedovali zbirku medalja, lapidarijarnu zbirku i bogatu arhivsku i bibliotečku građu  sa delima iz svih područja ljudskog znanja, posebno iz agrikulture jer se Ivan Luka Garanjin (1764 -1841) bavio unaprjeđenjem poljoprivrede u Dalmaciji.
Najveći ljubitelj i  skupljač starina, retkih rukopisnih i štampanih knjiga, koje su se čuvale u porodičnoj  kući u Trogiru, bio je Ivan Luka Garanjin (1764 - 1841) .  Ivan Luka je biblioteku uredio kao mali muzej, tako da je već u 18. veku ona bila na glasu ne smo zbog kolekcije vrednih knjiga već i zbog kolekcije slika, arheoloških spomenika, numizmatičkih i prirodnjačkih predmeta.
Ivan Luka je obogaćivao biblioteka i tako što se dopisivao sa učenim G. de Offnerom, dok mu je Farlati  1769. posvetio četvrtu svesku svoga monumentalnog dela, u kome  se obrađuje istorija sufraganskih biskupija Splitske metropolije (Joanni Lucae Garagnino, archiepiscopo Spalatensi ac primati Dalmatiae et Chrobatiae), u kojoj spominje njegov dotadašnji rad i zasluge. Farlatijev saradnik i nastavljač G. Coleti poklonio je 1776. nadbiskupu 13 svezaka građe koja je služila za to delo od čega su sada tri sveska u biblioteci u Trogiru. Manja dela posvetili su Garanjinu i prirodnjaci Italijan A. Fortis (Dissertazione sopra la coltura del castagno, Napulj 1780) i M. T. Brünnich, profesor u Københavnu (Ichthyologia Massiliensis sistens piscium descriptiones eorumque apud incolas nomina. Accedunt spolia maris Adriatici. København—Leipzig 1768). U biblioteci je među ostalim rukopisima pronađena i čuvena isprava  Trogirska apendikula, (Pacta Conventa) – ugovor hrvatskog plemstva sa ugarskim vladarem (čuva se danas u Budimpešti).
Početkom 20. veka finansijski financijski propada i prodaje jedan deo arhivske građe.
Drugi svetski rat dokrajčio je njihovu prisutnost u Trogiru jer su pristajući na stranu fašističke Italije, čiji su podanici ostali imajući dvojno državljanstvo, kapitulacijom Italije 1943. godine bili su prisiljeni da odu iz Trogira.Stoga je određeni
Nakon Drugog svjetskog rata u palatu su ušli siromašni stanovnici Trogira i Dalmatinske zagore, koji su unutrašnjos opljačkali i devastirali, a inventar je uglavnom raznesen.
Godine 1963. palata se dodjeljuje Muzeju grada Trogira koji u njoj radi zajedno sa  svim onim stanarima koji su se godinama menjali, a do danas je ostao samo još jedan stanar.
Godine 1966.  u palati Garanjin-Fanfonja otvorena je stalna postavka na prvome spratu palate. Muzej se uklopio u postojeću arhitekturu i samo je na jednom  mestu dočaran ambijent palate.
Na prvom spratu ovog baroknog dela palate ostala je i biblioteka Garanjin-Fanfonja, sa 5.500 knjiga, u prostoru koji je namenski uređen za nju tokom 19. veka.

## Fond porodice Garanjin-Fanfonja
Fond porodice Garanjin-Fanfonja osnovao je sredinom 18. veka Ivan Luka Garanjin (1722–1783), rapski biskup (1756) i splitski nadbiskup (1765). On je nabavljao retke knjige i dragocene rukopise, i osnovao bogatu biblioteku u kojoj je sakupljeno nekoliko hiljada knjiga i preko 400 rukopisa.
Biblioteka je u periodu pada venecijanske vladavine, u pobuni trogirskog puka stradala i pretrpela velike štete.
Ženidbom Antuna Fanfonje i Katarine Garanjin 1840. godine u Trogir je donesen porodični arhiv porodice Fanfonja i tako je nastala jedinstvena zbirka biblioteke i arhiva porodice Fanfonja-Garanjin.
Početkom 20. veka prodane su najvrednije knjige iz biblioteke, a isto tako i deo arhivske građe. Godine 1903. je zbornik Tome Arhiđakona Codex Trauguriensis s tekstom Historia Salonitana, znamenit po dodatku Appendicula (Qualiter), prodan u Budimpešti. Godine 1905. prodana je zbirka statuta primorskih gradova današnjoj Nacionalnoj i sveučilišnoj biblioteci u Zagrebu. Deo književnog fonda, rukopisa i pergamena grof Gian Domeniko Fanfogna prodao je 1910. godine Zemaljskom arhivu u Zagrebu.
Gradivo ovog fonda čine:
- razne isprave;
- korespondencija;
- pastoralni spisi i propovedi Ivana Luke Garanjina;
- odredbe,
- enciklike,
- nagovori i sl. rimskih papa;
- administrativna, politička, građanska i vojna uputstva za Dalmaciju u vreme Vicka Dandola;
- spisi vezani za pitanje pravoslavaca u 18. veku;
- gradivo za delo "Illyricum sacrum"
- različiti rukopisi pisani hrvatskim, latinskim i italijanskim jezikom.

Fond je strukturisan po tematski složenim serijama:
1. . Isprave;
2. . Korespondencija;
3. . Pastoralni spisi i propovedi Ivana Luke Garagnine;
4. . Odredbe, enciklike i drugo rimskih papa;
5. . Administrativne, političke, građanske i vojne upute za Dalmaciju u vrijeme V. Dandola;
6. . Pitanje pravoslavaca u Dalmaciji;
7. . Razno;
8. . Građa za "Illyricum Sacrum";
9. . Rukopisi;
10. . Knjige;
11. . Dodatak.

## Radno vreme
Biblioteka je, kao i Muzej grada Trogira, u čijem sastavu se nalazi otvorena za posetioce tokom cele godine:
- Od oktobra do maja  - radnim danima od 09:00 do 14:00 časova
- Tokom juna i septembra - od ponedjeljka do subote od 10:00 do 13:00 prepodne i u vremenu od 17:00 – 20:00 časova popodne
- Tokom jula i avgusta svakog dana od 10:00 do 13:00 časova  prepodne i u vremenu od 18:00 do 21:00 čas popodne.[35]

## Literatura
- Ivo Babić, Prilog poznavanju povijesti grafičke dokumentacije salonitanskih spomenika, Godišnjak zaštite spomenika kulture Hrvatske, 8–9/1982. – 83.
- Cata Dujšin Ribar (tekst Josip Depolo), Zagreb, 1988.
- Fani Celio Cega, 30 godina otvorenja Muzeja grada Trogira, 1966–1996, Informatica museologica, 27(3–4) 1996.
- Fani Celio Cega, Radovi na zaštiti muzejske građe u Muzeju grada Trogira, Informatica museologica, 29 (3-4)/1998.
- Fani Celio Cega, Skupljačka i muzejska djelatnost u Trogiru tijekom 19. stoljeća, Muzeologija, 37/2000.
- Ivan Delalle, Trogir – Vodič, Zagreb, 2006.
- Ivan Pažanin, Jedna zaboravljena obljetnica, Vartal, 1–2/1995.
- Danka Radić, Knjižnica Antuna Lubina u Muzeju grada Trogira, Informatica museologica, 29 (1–2)/1998.
- Danka Radić, 20. obljetnica stalne izložbe slika u Muzeju grada Trogira – Galerije Cate Dujšin Ribar (1978–1998.), Informatica museologica, 29 (3–4)/1998.
- Danka Radić, Roko Slade Šilović i Mirko Slade Šilović, »Osnivači i prvi kustosi muzeja u Hrvatskoj«, Osijek, 1999.
- Mirko Slade-Šilović, Muzej grada Trogira, Vijesti muzealaca i konzervatora Hrvatske, 3/1967.

## Spoljašnje veze
Mediji vezani za članak Biblioteka palate Garanjin-Fanfonja na Vikimedijinoj ostavi